# Kurt von Saucken-Tarputschen

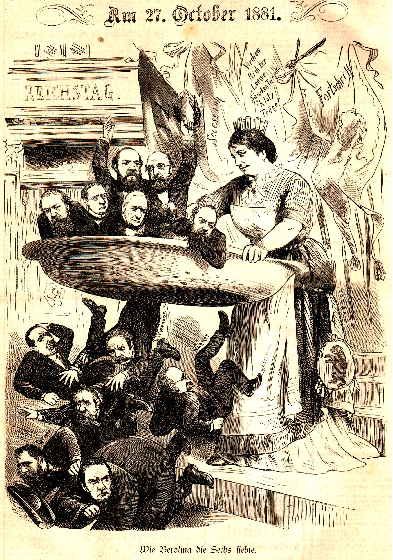
Saucken in einer Karikatur (1881)

Kurt von Saucken-Tarputschen (* 17. Juni 1825 in Tarputschen; † 1. März 1890 in Berlin) war ein deutscher Verwaltungsjurist und Rittergutsbesitzer in Ostpreußen. Er war Landesdirektor und Reichstagsabgeordneter.

## Leben
Saucken studierte 1843–1846 an der Albertus-Universität Königsberg, der Ruprecht-Karls-Universität Heidelberg und der Friedrich-Wilhelms-Universität zu Berlin Rechtswissenschaft. 1843 wurde er Mitglied, später Ehrenmitglied der Corpslandsmannschaft Normannia Königsberg. 1846/47 war er Auskultator. 1849 übernahm er das väterliche Gut Tataren, 1854 (nach dem Tode des Vaters) auch das Familiengut Tarputschen. Saucken war Vorsitzender des Provinziallandtags der Provinz Preußen und ab 1878 Landesdirektor der Provinz Ostpreußen bis 1884. Außerdem war er Hauptvorsteher des Landwirthschaftlichen Central-Vereins für Litauen und Masuren, Mitglied des Deutschen Landwirtschaftsrats und des preußischen Landesökonomiekollegiums.
1862–1870, 1872–1878 und 1886–1888 war er Mitglied des Preußischen Abgeordnetenhauses für Angerburg-Lötzen und Königsberg. Von 1874 bis 1884 war er Mitglied des Deutschen Reichstages für die Wahlkreise Reichstagswahlkreis Regierungsbezirk Gumbinnen 5 und Reichstagswahlkreis Regierungsbezirk Königsberg 2) für die Deutsche Fortschrittspartei und die Deutsche Freisinnige Partei. Er betätigte sich dort vor allem in Fragen der Evangelischen Kirche.